# ミハウ・ヴィニャルスキ
ミハウ・イェジー・ヴィニャルスキ（Michał Jerzy Winiarski、1983年9月28日 - ）は、ポーランドの元男子バレーボール選手、指導者である。元ポーランド代表。

## 来歴
2003年にキャプテンとしてジュニア世界選手権の優勝を果たし、2004年にポーランド代表デビュー。
2014年9月21日、キャプテンとして世界選手権で金メダルを獲得した。同日に代表引退を表明した。ポーランド代表としては通算240試合に出場した。
2017年に現役引退。
2022年にドイツ男子代表監督に就任した。2023年に行われたパリオリンピック予選プールAを全勝で突破し、2024年パリオリンピック出場を決めた。

## 人物
- 2006年生まれの長男オリヴィエは2024年にポーランドのジュニアチャンピオンのタイトルを獲得した[6]。
- 他に2014年生まれの次男がいる。

## 球歴
- ポーランド代表（2004-2014年）
  - オリンピック - 2008年、2012年

## 所属チーム

### 選手
- AZSチェンストホヴァ（ポーランド語版）（2002-2005年）
- スクラ・ベウハトゥフ（2005-2006年）
- トレンティーノ・バレー（2006-2009年）
- スクラ・ベウハトゥフ（2009-2013年）
- ファケル・ノヴィ・ウレンゴイ（ロシア語版）（2013-2014年）
- スクラ・ベウハトゥフ（2014-2017年）

### 指導者
- スクラ・ベウハトゥフ コーチ（2017-2019年）
- トレフル・グダニスク（ポーランド語版） 監督（2019-2022年）
- ヴァルタ・ザビエルチェ（ポーランド語版） 監督（2022-）
- ドイツ男子代表 監督（2022-）